# Franco Martínez
Franco Nicolás Martínez Brazeiro (Artigas, 26 novembre 1998) è un calciatore uruguaiano, centrocampista dell'Artigas.

## Caratteristiche tecniche
È un centrocampista centrale.

## Carriera

### Club
Cresciuto nel settore giovanile del Peñarol, ha esordito il 7 ottobre 2017 in occasione del match di campionato vinto 3-0 contro il Fénix.

## Palmarès

### Competizioni nazionali
- Campionato uruguaiano: 3

Peñarol: 2017, 2018, 2021
- Supercopa Uruguaya: 1

Peñarol: 2018